# Đômen từ

Sự phân chia thành các đômen từ trong màng mỏng hợp kim NiFe quan sát trên kính hiển vi điện tử truyền qua Lorentz ở chế độ Fresnel. Các đường đen, trắng là các vách đômen, mũi tên chỉ chiều của mômen từ trong các đômen. Trong quá trình từ hóa, cấu trúc đômen bị thay đổi

Đômen từ (xuất phát từ thuật ngữ tiếng Anh: magnetic domain) là những vùng trong chất sắt từ mà trong đó các mômen từ hoàn toàn song song với nhau tạo nên từ độ tự phát của vật liệu sắt từ. Thuật ngữ "đômen từ" được những người dạy vật lý ở bậc phổ thông và những người không làm công tác nghiên cứu vật lý ở Việt Nam dịch là "miền từ hóa", tuy nhiên những người làm nghiên cứu vật lý (đặc biệt là những người trong lĩnh vực từ học) không chấp nhận tên gọi này mà chỉ gọi là "đômen từ".